# Ја сам Ненси
Ја сам Ненси (енгл. I Am Nancy) је амерички документарни филм из 2011, који говори о животу главне протагонисткиње филмског хорор серијала Страва у Улици брестова, Ненси Томпсон, као и о великом успеху Хедер Лангенкамп, до ког је дошла захваљујући овој улози.

## Радња
Глумица Хедер Лангенкамп је највећу славу у свом животу доживела захваљујући улози Ненси Томпсон у Вес Крејвеновом класику из 1984, Страва у Улици брестова. Три године након тога повратила је стару славу, повратком у франшизу са својом старом улогом у Страви у Улици брестова 3: Ратници снова, а нешто касније и у последњем наставку - Страва у Улици брестова 7: Нови и последњи кошмар.
Са глумцима и режисерима франшизе Хедер разговара о лику Крејвенове легендарне хероине. Такође води се расправа зашто је одмах након 1. филма дошло до Фредиманије, а не Ненсиманије.
У филму је приказано и шта фанови франшизе мисле о Ненси...

## Улоге
| Глумац           | Улога |
| ---------------- | ----- |
| Хедер Лангенкамп |       |
| Роберт Инглунд   |       |
| Вес Крејвен      |       |